# Pangio myersi
Pangio myersi és una espècie de peix de la família dels cobítids i de l'ordre dels cipriniformes.

## Morfologia
- Els mascles poden assolir 10 cm de llargària total.[5][6]

## Hàbitat
Viu en zones de clima tropical.

## Distribució geogràfica
Es troba a la conca del riu Mekong i al sud-est de Tailàndia.

## Observacions
És una espècie popular en aquariofília.